# Pactola
Pactola est une ville du sud-ouest de l'État du Dakota du Sud, aux États-Unis, dans la région des Black Hills, qui connut son développement lors de la Ruée vers l'or dans les collines noires à partir de 1874, dans les Black Hills. Elle fut découverte en 1874 par le général George A. Custer, à 30 km au nord de Custer City, sur la route de Deadwood, alors les deux villes-champignons, elle était l'un des seuls points de ravitaillement pour les troupes de la cavalerie américaine.
En 1874, le lieutenant-colonel George A. Custer escortait un groupe d'ingénieurs dans les Black Hills, alors territoire indien, afin d'étudier le tracé de la future Northern Pacific Railroad qui reliera le Lac supérieur à l'Océan Pacifique. De l'or est trouvé dans un ruisseau nommé French creek, qui prend sa source à 8 km de Custer City, provoquant une ruée de chercheurs qui s'y installent au mépris du Traité de Fort Laramie (1868). Custer fonda dans un premier temps un autre site aurifère, 15 kilomètres plus au sud, à Hill City.